# Ornidazolo
L'ornidazolo  è un antibatterico di sintesi derivato dal 5-nitroimidazolo. Appartiene pertanto alla stessa classe del metronidazolo e del tinidazolo.
Le caratteristiche farmacocinetiche, l'attività e le indicazioni terapeutiche sono uguali per tutti i farmaci di questa classe. L'emivita dell'ornidazolo e del tinidazolo (circa 12 ore) è tuttavia più lunga rispetto a quella del metronidazolo (circa 6 ore).

## Indicazioni
Attivo nei confronti di protozoi anaerobi quali Giardia, Entamoeba e Trichomonas, può essere usato comunque anche nel trattamento di infezioni sostenute da batteri anaerobi sia gram-positivi che gram-negativi. In particolare risulta efficace su Clostridium in alternativa alla vancomicina, e sull'Helicobacter Pylori. È impiegato nelle infezioni intraaddominali e nella profilassi delle infezioni chirurgiche, in associazione con un farmaco attivo sugli aerobi.
In via sperimentale, viene anche utilizzato in caso di interventi chirurgici in seguito alla malattia di Crohn, ma non si conosce la base patogenetica della sua attività su questa malattia.

## Interazioni
Associato con il fenobarbital, con la fenitoina o con la rifampicina, l'ornidazolo perde una parte della sua attività terapeutica.
Associato con anticoagulanti orali (warfarin) può aumentare l'effetto di questi ultimi, provocando manifestazioni emorragiche. L'associazione con fluorochinoloni può invece dar luogo a manifestazioni neurotossiche.

## Effetti indesiderati
Fra gli effetti collaterali più frequenti si riscontrano  vomito, anoressia, nausea. È opportuno inoltre che durante il trattamento con ornidazolo non vengano assunte bevande alcoliche, per la possibile insorgenza di fenomeni da intolleranza del tipo "effetto antabuse".